# Црногорски грађански национализам
Црногорски грађански национализам је грађански национализам у Црној Гори. Као и остали грађански национализми, који почивају на грађанском концепту нације, црногорски грађански национализам се такође заснива на специфичном грађанском схватању црногорске нације. Поборници црногорског грађанског национализма се залажу за изградњу јединствене црногорске грађанске нације, која би не само у формално-правном, већ и у идентитетском смислу обједињавала све грађане Црне Горе, независно од њихове етничке, језичке, религијске или било које друге припадности. У политичкој теорији и пракси, црногорски грађански национализам се јавља у неколико посебних облика, који се међу собом знатно разликују, не само по својим идеолошким усмјерењима, већ и по својим политичким стратегијама и организационим карактеристикама, а такође и по избору метода за остваривање својих политичких циљева.
Црногорски грађански национализам треба разликовати од других облика црногорског национализма, који немају грађански предзнак, што се у првом реду односи на црногорски етнички национализам, који представља етнички национализам данашњих етничких Црногораца.

## Главна обиљежја
У политичкој пракси, црногорски грађански национализам се јавља у два основа облика, од којих је први плуралистички, а други интегралистички. У свом плуралистичком облику, црногорски грађански национализам се залаже за изградњу црногорске нације као савремене грађанске нације, засноване на начелима грађанског друштва, уз пуно уважавање етничких, језичких, религијских и других културних и историјских посебности свих заједница у Црној Гори. На другој стани, црногорски грађански национализам се у политичкој пракси често јавља и у свом интегралистичком облику, који се за плурализам залаже само на ријечима, док се у пракси своди на изградњу обједињеног црногорског грађанског идентитета, заснованог на идентитетским обиљежјима и традицијама етничких Црногораца, чиме се тај облик црногорског грађанског национализма претвара у инструмент политичке, идентитеске и националне асимилације свих осталих етничких заједница у Црној Гори.
Иако се све грађанске странке у Црној Гори у својим програмима формално залажу за плуралистички концепт, многе од њих у пракси спроводе или подржавају управо интегралистички концепт, што се у првом реду односи на садашње или бивше владајуће странке, као што су Демократска партија социјалиста Црне Горе и Социјалдемократска партија Црне Горе, односно Социјалдемократе Црне Горе. Сличан раскорак између програмских начела и политичке праксе постоји и код опозиционих грађанских странака, као што су: Демократска Црна Гора, Позитивна Црна Гора, Црногорска (странка) и друге. Интегралистичке тенденције у политици свих поменутих странака разоткривају се првенствено у њиховом односу према српском народу у Црној Гори, што је дошло до пуног изражаја и вријеме доношења новог Устава Црне Горе из 2007. године.
Током расправе о доношењу новог устава, све грађанске странке у Црној Гори формално су се залагале за грађански концепт државног уређења, што је требало да подразумијева дефинисање Црне Горе искључиво као грађанске државе, без истицања било које етничке заједнице, чиме би се гарантовала потпуна равноправност свих етничких заједница у Црној Гори. Међутим, када се дошло до усвајања конкретних уставних рјешења, све тадашње парламентарне грађанске странке (Демократска партија социјалиста Црне Горе, Социјалдемократска партија Црне Горе, Либерална партија Црне Горе, Покрет за промјене) гласале су за истицање етничких Црногораца и новокодификованог црногорског језика, док су сви остали народи и њихови језици сврстани у други ред. Тиме се у пракси показало да у политичкој стварности Црне Горе не постоји аутентично залагање за плуралистички концепт, већ се теза о изградњи грађанског друштва користи искључиво као покриће за спровођење црногоризације, која је узела маха у свим областима друштвеног живота.
Интегралистичко усмјерење црногорског грађанског национализма се у потпуности уклапа у дефиницију коју је дао британски социолог Ентони Смит (Anthony D. Smith, 1933-2016), који је као један од највећих свјетских стручњака у области проучавања нације и национализма указао на разне опасности које мањинским заједницама у сваком друштву пријете од разних интегралистичких тенденција у оквиру грађанског национализма:
Sa stanovišta ugroženih manjina, građanski nacionalizam nije ni tolerantan ni nepristrasan kako to njegovo samopredstavljanje sugeriše. U stvari, on može biti čak isto toliko opak i beskompromisan kao i etnički nacionalizam. Jer građanski nacionalizam često zahteva, kao cenu za dobijanja državljanstva i koristi iz toga, odricanje od etničke zajednice i individualnosti, privatizaciju etničke religije i marginalizaciju etničke kulture i nasleđa manjina unutar granica nacije-države ... Stoga, ne samo etnički, već takođe i građanski nacionalizam može zahtevati iskorenjivanje manjinskih kultura i zajednica kao zajednica ... Tako pedagoški narativ zapadnih demokratija ispada isto tako zahtevan i rigorozan - i u praksi etnički jednostran - kao i onaj ne-zapadnih autoritarnih država-nacija, jer on pretpostavlja asimilaciju etničkih manjina unutar granica nacionalne države kroz akulturaciju u hegemonoj većinskoj etničkoj kulturi.